# Sant Llorenç de Das
Sant Llorenç de Das és una església del municipi homònim de la Baixa Cerdanya, catalogat com a bé cultural d'interès local.

## Història
La parròquia de Sant Llorenç és citada ja en l'acta de consagració de la Seu d'Urgell el 839. Posteriorment, el lloc va pertànyer al monestir de Sant Martí del Canigó.
El temple actual va ser projectat el 1901 per l'arquitecte Salvador Vinyals per encàrrec del matrimoni Vicenç Ferrer i Garriga i Antònia Bertrand i Salsas (germana de Manuel Bertrand i Salsas), estiuejants al poble, substituint l'antiga església romànica. El 1936 va resultar molt malmesa per la Guerra Civil i s'hi va perdre el sagrari, entre altres peces. L'actual, de 1940, va ser encarregat a l'artista Josep Morató.

## Descripció
Es tracta d'un temple d'estil neogòtic, que presenta planta de creu llatina, amb capelles laterals, coberta de volta d'aresta i un mur capcer amb un absis poligonal orientat a llevant.
La portalada s'obre a ponent en el cos afegit del campanar i s'hi accedeix mitjançant una escalinata de pedra. Dins un estil eclèctic, està formada per una porta amb llinda i timpà apuntat i coronat per una creu. Dins s'hi mostren les sigles JHS, en referència a Jesús, Fill i Senyor. Els brancals de la porta estan ornats amb pilastres motllurats. Tot el conjunt de la portada s'emmarca mitjançant una cornisa que ressegueix el perímetre de la façana. Al damunt, al primer pis de la torre campanar, de planta quadrangular, s'hi obre una finestra d'arc apuntat i un òcul superior, protegit per un guardapols motllurat. A cada cara del segon pis s'observa una finestra també d'arc apuntat per encabir les campanes. Una cornisa motllurada divideix aquests dos nivells. El campanar està rematat per una coberta piramidal; tant el seu ràfec com el del frontispici estan ornats amb arcs cecs amb mènsules. A banda i banda d'aquest cos afegit, s'hi observa un ull de bou a la part inferior i una finestra d'arc apuntat a la superior.
El parament combina maçoneria i carreus de pedra bicolor. Als murs laterals s'observen rosasses i finestres d'arc apuntat amb vitralls policromats. Totes les obertures estan enquadrades amb carreus de pedra. A la part superior de la nau i dels cossos afegits s'aprecia un fris de carreus i un ràfec ceràmic amb permòdols de fusta. La coberta està realitzada amb pissarra i a doble vessant.
A l'interior, a la contra façana, s'alça el cor d'obra amb una barana ornada amb elements circulars, i que queda sostingut per un arc carpanell. Una de les capelles situades al peu de la nau acull la pila baptismal. El paviment és de tarima de fusta i la nau està dividida per arcs torals sostinguts per pilastres amb capitells i en cada tram s'observa una clau de volta central motllurada.